# Фальшиві друзі перекладача

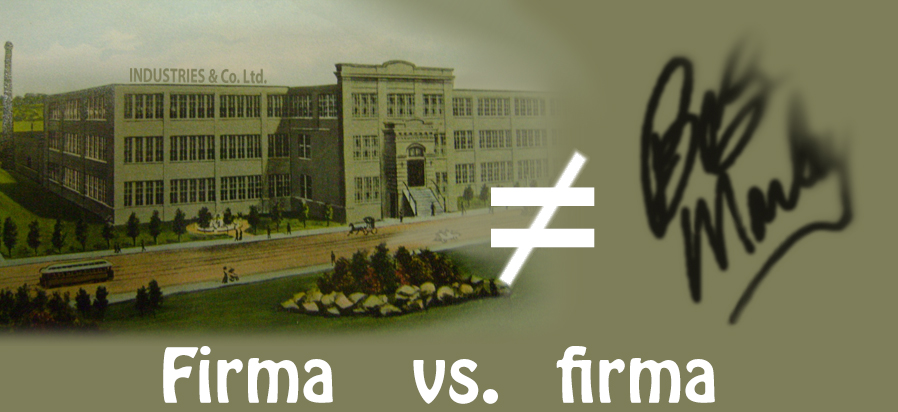
«Фірма» — німецькою означає «підприємство, фірма», іспанською — «підпис»

Фальшиві друзі перекладача, хибні друзі перекладача (калька з фр. faux amis), або міжмовні омоніми — це пари слів або фраз із різних мов або діалектів, які мають однаковий вигляд або однакове звучання, але означають різні речі.
Хибні друзі часто ускладнюють вивчення мови, і викликають помилки в перекладі. Щоб запобігти таким помилкам, складають списки «хибних друзів».
Наприклад:
- англ. resin («смола, камедь, ґлей, каніфоль») і укр. резина (англ. rubber).
- рос. опыт («дослід», «досвід») і укр. опит (рос. опрос).
- рос. час («година») і укр. час (рос. время).
- нім. Gift («отрута») і англ. gift («дарунок, обдарованість, хист»).
- фр. perron («платформа, ґанок») і укр. перон (фр. quai).

## Причини виникнення

### Зсув семантики в процесі розвитку споріднених мов
Перший варіант: слово з мови-предка набуває різних значень у процесі окремого розвитку мов-нащадків, значних розбіжностей у семантиці. Наприклад, англ. gift означає «дар», а нім. Gift — «отрута», англ. gifted — «обдарований, талановитий», а нім. giftig — «отруйний». Обидва слова походять від прагерм. *giftiz — «давання», «щось дане».
У процесі історичного розвитку мови може спостерігатися розширення, або навпаки звуження семантики слова. Іноді зберігається лише його денотативне значення, а конотаційне змінюється: так, в українській і російській мові слово жид колись було нейтральним, тепер вживається як дисфемізм, а пол. Żyd зберегло свою конотаційність, означаючи просто «єврей», «юдей». Слово «негр» (від ісп. negro — «чорний») у багатьох мовах вважається нейтральним, але є образливим в англійській, зокрема, в США (нормативними вважаються слова Afro-American — «афроамериканець» або black — «чорний»).
У східнослов'янських мовах слова, похідні від праслов. *vonь, означають «поганий запах», «сморід», «смердіти» (укр. воняти, рос. вонять, вонь, вонючий), а в західнослов'янських (пол. woń, чеськ. vůně, словац. vôňa) вони є нейтральними, означаючи просто «запах» (у чеській voňavka означає «парфуми»). Це сталося внаслідок того, що в праслов'янській мові *vonjati означало «пахнути», а *vonь — «запах». Надалі значення його зсунулося у східнослов'янських діалектах, а в західнослов'янських залишилося первісним. У церковнослов'янській мові існують похідні від *vonь, які теж відбивають первісне нейтральне значення слова: благовоніє («пахощі»), благовонный («духмяний», «запашний») і зловоніє («сморід», пор. укр. зловонний, яке за походженням є церковнослов'янізмом). І навпаки, слово «запах» є нейтральним у східнослов'янських мовах, а в деяких західнослов'янських (чеськ. і словац. zápach) означає «неприємний запах».
У близькоспоріднених мовах слова спільного походження можуть набувати не просто різних, але й навіть протилежних значень. Наприклад, чеське і словацьке čerstvý означає не «черствий», а «свіжий»; пол. zapomnieć означає «забути», а рос. запомнить — «запам'ятати»; основне значення укр. запам'ятати — «утримати в пам'яті» (лише зрідка — «призабути»), а російське запамятовать вживається виключно в значенні «призабути». Українське вродливий і польське urodliwy означають «гарний», «красний», а російське уродливый — навпаки, «потворний», «бридкий». Подібні протилежні значення слів у споріднених мовах можна розглядати як наслідок енантіосемії, а також як її окремий випадок.

### Зміна семантики запозичення
При запозиченні слова з іншої мови може відбутися зміна його значення, і воно стане неточним відповідником слова-джерела. Нерідко нове значення походить від одного зі значень слова у мові-джерелі:
- Тюркське балык («риба») вживається в українській та російській мовах у значенні «просолена і пров'ялена спинка великої красної риби», «балик».
- Англійське old-timer («старик», «ветеран») запозичене в багато мов зі значенням «класичний автомобіль».
- Від англійського dry dock («сухий док», «портова споруда для ремонту суден, а іноді і їх будування») в українській походить слово док, хоча в самій англійській dock означає «пристань».

### Випадковий збіг
Останній випадок — випадкові збіги звучання слів. Частіше за все це трапляється у неспоріднених (чи віддалено споріднених) мовах: фін. pivo («долоня», «жменя») — чеськ. pivo («пиво»), угор. lány («дівчина») — укр. лань, яп. 山, «яма» («гора») — пол. jama («яма»), фр. côte («берег») — англ. cot («дитяче ліжечко») — пол. kot («кіт»), італ. cravatta, фр. cravate («краватка») — рос. кроватка («ліжечко»), лат. rana («жаба») — укр. рана.
У близькоспоріднених мовах співзвучність може бути чисто випадковою: наприклад, англ. mist («туман») і нім. Mist («гній») походять від різних прагерманських слів (англійське — від *mihstaz, німецьке — від *mihstuz), значення яких були різними. Інші приклади: рос. майка (одяг) і болг. майка («мати»), укр. булка і болг. булка («наречена»), пол. mecz («матч») і укр. меч, пол. piłka («м'яч») і укр. пилка.
У близькоспоріднених мовах випадкові збіги стаються іноді внаслідок позиційних фонетичних змін. Так, укр. кішка стало фонетично ідентичним (за винятком наголосу) рос. кишка («кишка»), а українське кіт — російському кит («кит») внаслідок фонетичних процесів у давньоруській мові: голосний [о] в словах кошька і котъ після занепаду редукованих [ъ] або [ь] перетворився на [і].

## Міжмовна омонімія у граматиці та графіці

### Граматика
Румунський постфікс -ul — визначений артикль чоловічого роду однини (рум. omul — «людина в певному стані»). Та сама морфема в угорській — один із суфіксів для утворення прислівників (угор. magyar — «угорський», magyarul — «по-угорському»).
Службове слово la в західно-романських мовах (окрім португальської) — визначений артикль жіночого роду однини. У балкано-романських же мовах la — прийменник зі значенням напрямку («куди?»). Тому італ. la casa означає «будинок у певному стані», а рум. la casa — «у будинок», «до будинку». З іншого боку, порт. a — це й прийменник для позначення напрямку, і визначений артикль жіночого роду однини, у той час як в інших західно-романських мовах — тільки прийменник.

### Графіка
Фальшиві друзі перекладача також трапляються у системах письма різних мов, які використовують схожі абетки. Вони можуть спричинити викривлення у вимові і відтворенні (транскрибуванні) власних імен та варваризмів. Так, у писемностях на основі латинської абетки деякі літери і буквосполучення читаються по-різному:
- c — у більшості мов читається як [k], «к» (за винятком сполучень ce, ci, cy), у латинських абетках слов'янських мов — завжди як [t͡s] («ц»), у турецькій — [d͡ʒ] («дж»);
- ce — в англійській, французькій, іспанській — «се», у німецькій — «це», в італійській — «че», в абетці латинської мови (класичне читання) — «ке», в абетці латинської мови (середньовічне і сучасне читання) — «це»;
- ci, cy — в англійській, французькій, іспанській — «сі» («си»), у німецькій — «ці» («ци»), в італійській — «чі» («чи»), в абетці латинської мови (класичне читання) — «кі», в абетці латинської мови (середньовічне і сучасне читання) — «ці» («ци»);
- ch — в англійській і іспанській — [t͡ʃ] («ч»), іноді [k] («к»), у німецькій, польській, чеській, словацькій і абетках для кельтських мов, як правило — [x] («х»), у французькій, португальській і бретонській — [ʃ] («ш»), в італійській, каталонській, румунській — [k] («к»);
- ë — в албанській абетці — [ə], у більшості інших діере́зис означає те, що літера читається окремо, а не входить до дифтонга;
- ge — у більшості абеток «ґе», в англійській та італійській — «дже», у французькій та португальській — «же», в іспанській — «хе»;
- gi, gy — у більшості абеток «ґі», в англійській та італійській — «джі» («джи»), у французькій та португальській — «жі» («жи»), в іспанській — «хі», в угорській gy читається близько до «дь»;
- j — в англійській — [d͡ʒ] («дж»), у французькій і португальській — [ʒ] («ж»), у німецькій, італійській, абетках для слов'янських мов — [j] («й»), в іспанській — [x] («х»);
- s — у більшості мов — «с», але в угорській абетці — «ш», у німецькій перед голосними — [z] («з»), а перед приголосним — [ʃ] («ш»);
- sci — в англійській і французькій — «сі» (в англійській часто «сай»), в італійській — «ші»;
- sz — у польській — «ш», в угорській — «с»;
- x — у більшості абеток — «кс» (в англійській на початку слів [z]), в іспанській — [x] («х»);
- v — у більшості абеток — [v], у німецькій — [f] («ф»);
- w — в англійській і деяких інших абетках передає [w] («ў»), у більшості абеток — [v];
- z — в англійській, французькій, польській — «з», в італійській і німецькій — «ц», в іспанській — «с».

Окрім того, можливо помилкове читання літер з діакритиками (зокрема, коли діакритики не підтримуються деякими текстовими редакторами). Так, č («ч») може бути прийнята за c («к»), š («ш») — за s («с»).
В абетках на основі кирилиці розбіжності не так значні, але вони теж трапляються:
- г — в українській абетці передає дзвінкий гортанний фрикативний звук [ɦ], у білоруській передає дзвінкий м'якопіднебінний фрикативний [ɣ], в інших кириличних абетках — дзвінкий м'якопіднебінний проривний [ɡ] («ґ»);
- е — в українській передає звуки [ɛ] (і його алофон [e]), у болгарській — [ɛ], у сербській вуковиці — [e], у російській, білоруській та деяких кириличних абетках для неслов'янських мов — [je], «є» (у деяких запозиченнях читається як [e]);
- и — в українській абетці передає звук [ɪ], в інших кириличних абетках — звук [і];
- щ — в українській означає африкат [ʃt͡ʃ] («шч»), у російській — [ɕː] (довгий дуже м'який «ш»), у болгарській — [ʃt] (сполучення «шт»);
- ъ — у сучасній російській абетці вживається як знак роздільної вимови (відповідає українському апострофу), у болгарській — передає [ɤ] (точніше [ɤ̞]);
- Літера џ сербської вуковиці графічно схожа на «ц», але передає африкат [d͡ʒ] («дж»);
- Літеру ы, яка у білоруській та російській абетках передає звук «ɨ» (дещо схожий на український [и]), можна сплутати з українським буквосполученням ьї (ь+ї), наприклад, у словах «бальї», «у Болоньї»

Незнайомі з кириличним шрифтом можуть прийняти кириличні В, Н, Р, С, Х за схожі латинські B, H, P, C, X; окрім того, можливо змішання великої грецької Η з кириличною Н чи латинською H, малої грецької ν з латинською v тощо.

## Приклади

### Російсько-українські
- арбу́з — не «гарбуз» (ты́ква), а «кавун»;
- брыла́стый — не «бриластий» (глы́бистый, глы́бчатый), а «губатий»;
- ва́га — не тільки «вага» (вес, тя́жесть), а й «вагівниця для великих вантажів», а також «стельвага»;
- век — «вік» у значенні «століття», «доба», «тривалість життя»;
  - ніколи — у сенсі «кількість прожитого часу» (во́зраст);
- ве́реск — не «вереск» (визг), а «верес»;
- вероя́тный — не «вірогідний» (достоверный, правдивый), а «ймовірний»;
- весе́лье — не «весілля» (сва́дьба), а «веселощі»;
- вило́к — не «вилка», а «голівка капусти», «качан»;
- волна́ — «хвиля», як застаріле — «вовна» (зазвичай шерсть, руно́);
- вре́дный — частіше «шкідливий», рідко — «вредний», «вередливий»;
- годи́на — не «година» (час), а «час, ознаменований значущими подіями»;
  - але лиха́я годи́на — «лиха година»;
- горе́лка — не «горілка» (во́дка, про українську зазвичай — гори́лка), а «пальник»;
  - але горе́лки — гра «горюдуб»;
- го́род — розм., рідко. «город» у значенні «місто»;
  - ніколи — у сенсі «овочевий сад» (огоро́д);
- го́рстка — не «горстка» (пучо́к), а «жменька»;
- груз — розм. «груз» у значенні «вантаж»[6];
  - ніколи — заст. «груз» у сенсі «бита цегла», «щебінь» (битый кирпич; ще́бень)[7];
- девяси́л — не «дев'ятисил» (колю́чник), а «оман»;
- дере́вня — не заст. «деревня» (лес; ва́льный лес), а «невелике село», «присілок»;
- деря́ба — не «деряба» (со́йка), а «дрізд-омелюх»;
- диви́ться — не «дивитися» (смотре́ть, гляде́ть), а «дивуватися»;
- дово́льный — не «довільний» (произво́льный; доста́точный), а «задоволений», «вдоволений»[ком. 2];
- дурно́й — «негарний, поганий», рідко — «дурний»;
- жа́ба — не «жаба» (лягу́шка), а «ропуха»[ком. 3];
- жбан — не «джбан» (кри́нка, кры́нка), а «кінва, великий кухоль»;
- забо́р — не «забора» (перека́т, забо́ра), а «огорожа, паркан», в іншому значенні — «забір, забирання»;
- заго́н — «загін» тільки в значенні «загорожа», «загінка», «обора»;
  - ніколи — у сенсі «група» (отря́д);
- запа́мятовать — не «запам'ятати» (запо́мнить), а «призабути»;
- запла́та — не «заплата» (пла́та; отпла́та, возме́здие), а «латка на одязі»;
- злоде́й — не «злодій» (вор), а «лиходій»[ком. 4];
- икра́ — не тільки «ікра», але й «литка»;
- кали́тка — не «калитка» (мошо́нка), а «хвіртка»;
  - але калита́ — «калита», «капшук»;
- кача́лка — не «качалка» (ска́лка), а «гойдалка», «нафтова качалка», як розмовне — «спортзал для силової гімнастики»;
- ка́чка — не «качка» (у́тка), а «хитавиця»;
- кло́чья — не «клоччя» (па́кля), а «клапті», «шмаття» (проте «клоччя»[14], «клапті»[15] і «шмаття»[16] — синоніми);
- кожа́н — не «кажан» взагалі (лету́чая мышь), а «пергач»;
- конево́д — не «коновод» (конокра́д), а «коняр»;
- коры́сть — не «користь» (по́льза), а «корисливість», «жадібність», як застаріле — «вигода», «користь», «прибуток»;
- костёр — не тільки «костер», але й «багаття», а також «стоколос»;
- коча́н — «качан» у значенні «голівка капусти»;
  - ніколи — у сенсі «серцевина капусти» (кочеры́жка, кочеры́га), або «суцвіття кукурудзи» (поча́ток);
- кра́сный — «червоний», у народно-поетичному мовленні — «красний, гарний» (зазвичай краси́вый);
- кру́пный — «крупний» у значенні «крупний пісок», «крупна сіль», а також «великий», «дорідний» (кру́пные я́блоки);
  - ніколи — у сенсі «круп'яний» (крупяно́й), «крупкий» (крупи́тчатый);
- крыльцо́ — не «крильце» (кры́лышко), а «ґанок»;
- куль — не «куль» (пучо́к, сноп), а «лантух, великий мішок»;
- кульба́ба — не «кульбаба» (одува́нчик), а «любочки»;
- ла́ять — не «лаяти» (руга́ть), а «гавкати, брехати»;
- леса́ — не тільки «ліси», але й «риштування» (будівельний ліс[17][18]);
- ле́ска — «ліска» в значенні «волосінь»;
  - ніколи — у сенсі «пліт, плетена загорожа» (плете́нь);
- лист — «лист» у значенні «аркуш», «листок рослини»;
  - ніколи — у сенсі «послання» (письмо́);
- лоша́к — не «лошак» (лонша́к, лошня́к), а «ослюк, гібрид жеребця й ослиці»;
- луг — «луг» у значенні «лука»;
  - ніколи — у сенсі «розпарений попіл» (щёлок) або «хімічна речовина» (щёлочь);
- лук — не тільки «лук», але й «цибуля»;
- луна́ — не «луна» (э́хо), а «Місяць»;
- малева́ть — не «малювати» (писа́ть карти́ны, рисова́ть), а «базграти, мазюкати»;
- ма́сло — не тільки «масло» (сли́вочное масло), але й «олія» (расти́тельное масло), а також «мастило» (маши́нное масло, сма́зочное масло);
- ме́сто — не «місто» (го́род), а «місце»;
  - але мещани́н — «міщанин»;
- минда́лина — не тільки «мигдалина мозку» і «геологічна мигдалина», але й «мигдалик»;
- на́глый — не «наглий» (скоропости́жный; неотло́жный, сро́чный), а «нахабний, зухвалий»;
- напрасный — не «напрасний» (несправедливый), а «марний, даремний»;
  - але напраслина — «несправедливе звинувачення, наклеп»;
- неде́ля — не «неділя» (воскресе́нье), а «тиждень»;
  - але понеде́льник — «понеділок»;
- не́жить — не «нежить» (на́сморк), а «нечиста сила», «живі мерці», «немертві» (у сучасному фентезі);
- обсужда́ть — не «обсуджувати» (осужда́ть), а «обговорювати»;
- ожо́г — «опік», як застаріле — «о́жог» (також ожиг, ожег);
- опа́ска — «опаска» в значенні «побоювання»;
  - ніколи — у сенсі «обв'язка» (обвя́зка);
- опе́шить — не «опішити» (спе́шить), а «сторопіти, остовпіти»;
- о́пыт — не «опит» (опро́с), а «дослід» (також экспериме́нт), «досвід»;
- ора́ть — не «орати» (паха́ть), а «репетувати, волати»;
- остри́ца — не тільки «гостриця», але й «гострик»;
- о́тповедь — не просто «відповідь» (отве́т), а «різка, рішуча відповідь», «відсіч»;
- очути́ться — не «очутитися, опритомніти» (очну́ться), а «опинитися»;
- па́сха — «Великдень», «сирна паска», як застаріле — «звичайна паска» (зазвичай кули́ч);
- па́шня — не «пашня» (хлеб, зерновы́е), а «рілля»;
- пе́ньковый — не «пенькови́й» (пенёчный, пнёвый), а «прядив'яний», «зроблений з прядива»;
- песо́чник — не птах «пісочник» (зуёк), і не рослина «пісочник» (звездча́тка), а птах «побережник», а також риба «пісочник»;
- пита́ть — не «питати» (спра́шивать), а «живити»;
- пита́ние — не «питання» (вопро́с), а «харчування», «живлення»;
- пове́трие — не «повітря» (во́здух), а «пошесть, епідемія»;
- пол — не «піл» (пола́ти), а «підлога», або «стать», а також «половина»;
- поло́вник — не «половник» у значенні «жабрій звичайний» (пику́льник обыкнове́нный), і не «стодола, засік для полови» (мяки́нник), а «ополоник»;
- пото́чный — не «поточний» (теку́щий), а «потоковий»;
- поча́ток — «качан кукурудзи», рідко — «початок» (зазвичай нача́ло);
- привива́ть — не «прививати» (прису́чивать), а «прищеплювати», «щепити»;
- при́шва — не «пришва», а «передній навій», «дошка для набивання бортів човнів»[ком. 5];
- про́вод — не «провід» (руково́дство), а «дріт»;
- про́звище — не «прізвище» (фами́лия), а «прізвисько»;
- пыта́ть — «допитувати на тортурах, катувати», як застаріле — «питати» (зазвичай спра́шивать, расспра́шивать);
- ро́дина — не «родина» (семья́), і не «рідина» (жи́дкость), а «батьківщина»;
- россия́нин — «росіянин» тільки в значенні «громадянин Росії», «мешканець Росії»; до середини XIX ст. — «росіянин» і в етнічному сенсі, а також «українець» (малороссія́нинъ) і «білорус»; у сучасній мові не вживається в сенсі «етнічний росіянин» (русский);
- ру́сский — «російський» (тільки щодо російського етносу), «росіянин» (лише щодо російського етносу), «руський» у значенні «житель Стародавньої Русі»;
  - ніколи — у сенсі «український», «староукраїнський» (украинский; староукраинский, западнорусский)[ком. 6];
- рыба́лка — не «рибалка» (рыба́к), а «риболовля»;
- свари́ть — не «сварити» (руга́ть), а «зварити»;
- сва́ха — «сваха» в значенні «жінка, яка займається сватанням, влаштуванням шлюбів»;
  - ніколи — у сенсі «мати або родичка одного з подружжя щодо батьків або родичів другого» (сва́тья);
- свет — «світло», також «світ» (звичайніше мир);
  - але белый свет — «білий світ»;
- сказ — не «сказ» (бе́шенство), а «оповідь» (наприклад, Ура́льские ска́зы);
- ска́лка — не «скалка» (ще́пка, лучи́на), а «качалка для тіста»;
- скупа́ть — не «скупати» (искупа́ть), а «скуповувати»;
- сло́вник — не «словник» (слова́рь), а «реєстр слів» (наприклад, сло́вник словаря́, сло́вник энциклопе́дии);
- случа́ться — не «злучатися» (соединя́ться), а «ставатися, траплятися», «коїтися»;
- сму́тный — не «смутний» (гру́стный, уны́лый), а «неясний, нечіткий, розпливчастий»;
- спра́шивать — не «спрошувати» (приглаша́ть, запра́шивать), а «питати», «запитувати»;
- стано́к — не тільки «станок», але й «верстат»;
- сце́пливать — не «зціплювати (зуби, кулаки)» (сжима́ть, сти́скивать)[19], а «зчіплювати, скріплювати»[20];
- сыр — не «сир» взагалі, а «твердий сир»;
  - ніколи — у сенсі «(свіжий) сир» (тво́ро́г);
  - але сы́рники — «сирники»;
- ток — не тільки «тік», але й «електричний струм»;
  - ніколи — «ток, течія» (тече́ние, пото́к);
- трави́ть — «травити» у значенні «цькувати», «труїти»;
  - ніколи — у сенсі «травити їжу, засвоювати в процесі травлення»[21] (перева́ривать);
- трус — не «трус» (трясе́ние, о́быск), а «боягуз»;
- ты́ква — не тільки «тиква» (буты́лочная тыква, тыква-горля́нка), але й «гарбуз»;
- уро́дливый — не «вродливий» (краси́вый), а «потворний, бридкий»;
- усме́шка — не «усмішка» (улы́бка), а «посмішка, глузлива усмішка»;
- у́часть — не «участь» (уча́стие), а «доля, талан»;
- ча́йка — не «чайка» (чи́бис), а «мартин»;
- час — «година», рідше — «час» (зазвичай вре́мя);
- челове́к — не «чоловік» (мужчи́на), і не «чоловік жінки» (муж), а «людина»;
- че́люсти — не «челюсті» (у́стье пе́чи), а «щелепи»;
- черепа́шка  — «черепашка» в значенні «маленька черепаха, черепашеня»;
  - ніколи — у сенсі «черепашка, мушля» (ра́ковина);
- чи́нный — не «чинний» (де́йствующий), а «поважний»;
- чу́ю — «чую» в значенні «відчуваю», а також «сприймаю нюхом»;
  - ніколи — у сенсі «сприймаю слухом» (слы́шу);
- шинкова́ть — не «шинкувати» (шинка́рствовать), а «шаткувати»;
- щёголь — не «щиголь» у значенні «птах» (щего́л), і не «удар пальцями» (щелчо́к), а «чепурун, жевжик, франт»;
- ще́пка — не «щіпка» (щепо́тка), а «тріска, скалка»;
- ю́бка — не «юпка» (же́нский кафта́н), а «спідниця».

### Англо-українські
- academic — не «академік» (academician), а «викладач»
- actual — не «актуальний» (relevant), а «справжній, дійсний», «реальний»
- adept — не «адепт» як прихильник чого-небудь (fan, worshiper), а «знавець, експерт», «умілець»
- ammunition — не «амуніція» (munition, equipment), а «боєприпаси»
- artist — не «артист» (performing artist, performer, artiste), а «митець, художник», «маляр»
- aspirant — не «аспірант» (postgraduate), а «претендент, кандидат»
- balloon — не «балон» (tank, gas cylinder), а «повітряна куля»
- barrel — не «барило» (cask), а «бочка», або «барель», або «дуло, ствол»
- behemoth — зазвичай не тварина «бегемот» (hippopotamus, hippo), а «чудовисько», «гігант» (як характеристика чогось)
- bra — не «бра» (sconce), а «ліфчик», «бюстгальтер»
- bucket — не «букет» (bouquet), а «відро»
- cabin — не «кабіна» (cockpit), а «каюта», «хижка, халупа, лігво, барліг», «салон»
- cabinet — не «кабінет» у значенні приміщення (office), а «невелика шафа, комод»; але «кабінет» у значенні «колегія керівників»
- caucasian — передусім не «кавказець», а «білий», «європеєць»
- chaise longue — не «шезлонг» (deckchair), а «кушетка», «отоманка»
- champion — не лише «чемпіон» як переможець, а також «поборник», «воїн, захисник»
- character — не «характер» (nature, pattern, spirit, temper), а «персонаж» або «знак письма», а також «тип»
- club — не лише «клуб», а також «довбня», «палиця»
- cottage — не «котедж» (house), а «невеликий сільський будинок» (a small house, especially in the country or in a village[22])
- cursive — не «курсив» (italics), а «скоропис», «письмо від руки», «рукопис»
- cymbals — не «цимбали» (cymbalum, про українські — tsymbaly), а «музичні тарілки»
- czapka — не «шапка» (cap, hat), а «шкіряний військовий шолом» (a leather military helmet of Polish origin[23])
- data — не «дата» (date), а «дані», «відомості»
- doze — не «доза» (dose), а «дрімота, дрімання»
- focus — «фокус» як зосередження чогось або «центр», але не в значенні «трюк» (trick)
- hymn — переважно «гімн» як хвалебний музичний твір, рідше як твір урочистий (також anthem)
- insult — не «інсульт» (stroke), а «образа», «удар»
- intelligent — не «інтелігент» (intellectual), а «розумний»
- invalid — передусім не «інвалід» (disabled person), а «недійсний», «непідхожий»
- kit — не «кіт», а «комплект», «набір» (, але може означати «кошеня» (скор. від «kitten»))
- lunatic — не «лунатик» (sleepwalker, somnambula), а «божевільний»
- magazine — не «магазин» (shop), а «журнал» в значенні періодичного видання, але не «журнал» як хронологія записів (journal)
- mammoth — не лише «мамонт», а й «велетенський»
- maradeur — не лише «мародер», а й «хуліган»
- marsh — не «марш» (march), а «болото», «драговина»
- master — не лише «майстер», а й «знавець», «володар», «магістр», а також «хазяїн, господар», «капітан торговельного судна», «учитель», «пан, панич»[24]
- match — не лише «матч», а й «сірник» або «пара» (до чого-небудь)
- mayor — не «майор» (major), а «мер, міський голова»
- militia — не «міліція» (police), а «ополчення», «ополченці, резервісти»
- morale — не «мораль» (morality), а «моральний стан»; «бойовий дух»
- nationality — не «національність» у сенсі «етнічна належність» (ethnicity, ethnic origin), а «громадянство», «підданство» (також citizenship)
- novel — не «новела» (short story), а «роман»
- occupation — не лише «окупація», а й «заняття», «професія»
- pathetic — не «патетичний», «пафосний» (grand, sublime), а «жалюгідний»
- prince — не лише «принц», а й «князь»
- prospect — не «проспект» як вулиця (avenue), а «перспектива»
- puzzle — не «пазл» (jigsaw puzzle), а «головоломка» взагалі
- quarter — не «квартира» (flat, apartment), а «чверть»
- receipt — не «рецепт» (кулінарний — recipe, медичний — prescription), а «квитанція»
- repetition — не «репетиція» (rehearsal), а «повторення»
- revision — «ревізія» як перевидання, поправка, але не як перевірка (inspection)
- rocket — «ракета» як літальний апарат, але не як зброя (missile)
- scenery — не «сценарій» (plot), а «пейзаж», «краєвид»
- scholar — не «школяр» (student, pupil), а «вчений»
- servant — не «сервант» (cupboard), а «слуга»
- silicon — не матеріал «силікон» (silicone), а хімічний елемент «кремній»
- specie — не «спеція» (spice), а «вид» як різновид чого-небудь
- stool — не «стіл» (table), і не «стілець» (chair), а «табурет»
- sympathy — не «симпатія» (affection), а «співчуття»
- talon — не «талон», а «кіготь», «пазур»
- tank — зазвичай не «танк» (panzer), а «бак», «цистерна»
- troops — не «трупи» (cadavers, corpses), а «війська»
- tunic — не лише «туніка», а й «мундир»
- turkey — не «Туреччина» чи «турка», а «індик»
- urn — «урна» як посудина, але не урна для голосування (ballot box) або сміттєва урна (dustbin, trashcan, garbage can)
- velvet — не «вельвет» (velveteen, corduroy), а «оксамит»
- wagon — не «вагон» (railcar, coach, carriage), а «кибитка»

### Французько-українські
- abat — не «абат» (abbé), а «потрух», «забій худоби», як застаріле — «злива»
- apparat — не «апарат» (appareil), а «парадність». *habit d'apparat — «парадне вбрання»
- appareil — не «апарель» (rampe, passerelle), а «апарат», «прилад», «пристрій». *appareil-photo — «фотоапарат»
- arc — не тільки «арка» (arche), але й «лук», «дуга»
- as — не тільки «ас», але й «туз»
- ballon — «м'яч», «повітряна кулька» (ballon de baudruche), «повітряна куля», «аеростат» (aérostat), «колба». Ніколи — «газовий балон» (bouteille à gaz)
- bande — не тільки «банда» (gang), але й «загін» (troupe, compagnie); а також «стрічка» (cordon), «штаба», «бинда», «смуга»
- banderole — не «бандероль» (colis), а «розтяжка», «транспарант», «вимпел»
- banc — не «банк» (banque), і не «банка» (pot, bocal, bidon), а «лавка», також «банка», «обміліна» (banc de sable)
- bassin — «таз», «миска», «річковий басейн», «геологічний басейн», рідко — «плавальний басейн» (зазвичай piscine)
- bassine — не «басейн» (piscine), а «таз», «миска», «макітра»
- bokal — не «бокал» (coupe), а «слоїк», «скляна посудина»
- bras — не «брас» (brasse) і не «бра» (applique murale), а «рука» (від плеча до п'ястка)
- bulbe — не «бульба» (tubercule), а «цибулина»
- caban — не «кабан» (sanglier), а «плащ з каптуром», «штормівка»
- cabane — не «кабан» (sanglier), а «буда», «хижа», «барліг»
- cadet — не тільки «кадет», але й «молодший»
- canon — не тільки «канон», але й «гармата», «ствол»
- ciboulette — не «цибуля» взагалі (ognion), а «цибуля-трибулька»
- chaise longue — не «шезлонг» (chaise transat, transat), а «кушетка», «отоманка»
- champignon — не «шампіньйон», «печериця» (champignon de Paris, champignon de couche), а «гриб» взагалі
- chandail — не «сандаля» (sandale), і не «шандал» (bougeoir, chandelier), а «светр»
- chanson — не «шансон», а «пісня»
- char — не «шар» (couche), а «віз»
- charette — не «карета» (carosse), а «візок»
- chiffon — не «шифон» (mousseline), а «ганчірка»
- corps — не тільки «корпус», але й «тіло»
- couche — не «куш» (pincée, lot), а «шар», «постільна білизна», «підгузок»
- couchette — не «кушетка» (chaise longue), а «суднова койка» (також banette)
- échelon — не тільки «ешелон», але й «щабель», «ланка», «рівень», «ранг»
- effectif — не «ефективний» (efficace), а «особовий склад»; «продуктивний», «дійсний», «наявний»
- fougère — не «фужер» (flûte), а «папороть»
- gerbe — не «герб» (armoiries, armes, blason), а «сніп»
- gourmand — не «гурман» (gourmet), а «ласун»
- hôtel — не тільки «готель», але й «великий приватний будинок», «особняк». *hôtel de ville — «ратуша»
- journal — не «журнал» (revue, magazine), а «газета», також «щоденник», «судновий журнал» (journal de bord)
- laine — не «льон» (lin), а «вовна»
- lieu — не «льє» (lieue), а «місце»
- lieutenant — не тільки «лейтенант», «поручик», але й «помічник», «заступник»
- lilas — не «лілія» (lis), а «бузок»
- limon — не тільки «лимон» (зазвичай citron), але й «мул», «суглинок», «твань»
- lin — не «лин» (tanche), а «льон»
- liste — не «лист» (lettre), а «список»
- loup — не «лупа» (loupe), а «вовк»
- loutre — не «лотр» (gredin, canaille, coquin, brigand, méchant), а «видра»
- maçon — не тільки «масон» (зазвичай francmaçon), але й «муляр», а також «каменяр»
- maison — не «масон» (maçon), а «будинок»
- moule — не «мул» у сенсі «меск» (mule), і не «мул» у сенсі «грязь», «твань» (limon), а «мідія», а також «формочка для випікання»
- ordinateur — не «ординатор» (clinicien, praticien, médecin traitant), а «комп'ютер»
- parasol — «парасолька від сонця», «пляжна парасоля», ніколи — «дощова парасолька» (parapluie)
- partisan — не тільки «партизан», але й «прихильник», «прибічник», «поборник»
- pas — не «пас» у сенсі «пояс» (ceinture), не «пас» як технічний термін (courroie), не «пас» у спортивних іграх (pass, passe), а «крок», «хода»; також вживається як складова заперечного звороту: il ne sait pas parler ukrainien correctement — «він не вміє як слід говорити українською»
- perron — не «перон» (quai), а «ґанок», «зовнішні сходи будинку»
- pigeon — не «піжон» (dandy), а «голуб»
- porte-feuille — «портфель цінних паперів», «гаманець для паперових грошей», «портфоліо». Ніколи — «шкільний портфель» (cartable, sacoche)
- porte-monnaie — «гаманець для монет», «калитка», «капшук», ніколи — «портмоне», «гаманець для паперових грошей» (porte-feuille)
- roulette — не «рулет» (roulade), а «рулетка» (у сенсі гри), а також «коліщатко». Ніколи — «рулетка», «мірна стрічка» (mètre ruban, ruban à mesurer)
- rousse — не «російський» або «руський» (russe), а «руда», «рудоволоса» (жіночий рід від roux), а також «поліція» (жарг.), «ментура»
- royal — не «рояль» (piano à queue), а «королівський», у деяких контекстах — «царський»
- sale — не «сальний» (sébacé, de suif, suiffeux, graisseux, gras), а «брудний». *sale blague — «сальний жарт» (неточна калька, правильніше — «брудний жарт»)
- serpe — не «серп» (faucille), а «садовий ніж»
- tambour — «барабан», «барабанщик», «циліндр»; значення «тамбур», «прихожа», «передпокій» має тільки в Квебеку (в інших франкомовних землях vestibule, antichambre)
- tas — не «таз», «тазик» (bassin, bassine) і не «таз» (pelvis), а «купа», «стос»
- tasse — не «таз», «тазик» (bassin, bassine) і не «таз» (pelvis), а «чашка»
- terrain — не «терен» у сенсі «місцевість» (territoire, espace, zone) і не «терен» (prunellier), а «поле», «майданчик», «ділянка»
- tour — не «дикий бик», «тур» (aurochs, auroch), а «тур», «знак», «раунд», «тура», а також «вежа», «башта», «трюк» (tour de force, tour de magie)
- velours — не «велюр» (velours de soie, velours de laine, velours de chanvre; feutre taupé — як сорт фетру), а «оксамит»
- ventouse — не тільки «вантуз», але й «медична банка», «присосок», «витяжка з вигрібної ями»
- vitrage — не «вітраж» (vitrail), а «віконне скло», «шибки»

### Польсько-українські
- angielski — не «ангельський» (anieli, anielski), а «англійський»
- arbuz — не «гарбуз» (dynia), а «кавун»
- bajka — не тільки «байка», але й «казка» (baśń, bajka magiczna)
- baretka — не «маленький бар», а «орденська планка»
- bęben — не «бубон» (bębenek baskijski, tamburyn, tamburyno), а «барабан»
- bidło — не «бидло» (bydło), а «ляда ткацького верстата»
- błąd — не «блуд» (cudzołóstwo), а «помилка»
- bohater — не «богатир» (mocarz), а «герой»
- broń — не «бронь», «броня» у сенсі «панцир» (pancerz) і не «бронь» у сенсі «резервація» (rezerwacja), а «зброя»
- bufet — «буфет» у значенні «їдальня», «закусочна», а також «прилавок» (також kontuar, lada, stragan). Ніколи — «буфет» у значенні «шафа» (kredens)
- celnik — не «цільник»[25] (plaster), а «митник»
- celny — не «цільний», «суцільний» (jednoczęściowy), а «влучний»[ком. 7] чи «митний»
- celować — не «цілувати» (całować), а «цілитися, візувати»
- chwila — не «хвиля» (fala), а «мить», «момент» іноді «хвилина» (зазвичай minuta)
- ciąża — не «тяжа» (ciężar, obciążenie, brzemię), а «вагітність, тяж»
- cieśnina — не «тіснина» (wąwóz), а «протока»
- córka — не «цурка» (klocek), а «дочка», «донька»
- chwast — не «хвіст» (ogon), а «бур'ян», а також «китиця»
- chwost — не «хвіст» (ogon), а «китиця»
- czaszka — не «чашка» (filiżanka), а «череп»
- człowiek — не «чоловік» (mężczyzna), а «людина»
- ćwiek — не тільки «цвях» (великий теслярський або маленький шевський), але й «шпилька», «шип на одязі»
- dynia — не «диня» (melon), а «гарбуз»
- dywan — не «диван» (sofa, kanapa), а «килим»
- garbus — не «гарбуз» (dynia), а «горб» (garb)
- giez — не «ґедзь» (bąk, ślepak), а «овід»
- gniot — не «гніт» (ucisk, prasa, jarzmo) і не «ґніт» (knot, lont), а «невдача, непотріб, пшик»
- gomółka — не «гомілка» (goleń), а «грудка» або «головка сиру»
- graty — не «ґрати» (krata, ruszt), а «пиломатеріали», «мотлох»
- gromada — не «громада» (społeczność, gmina), а «зграя», «скупчення»
- grzbiet — «гребінь», «спина», «дорсальна сторона», «корінець книжки», «гірський хребет». Ніколи — «спинний хребет» (kręgosłup)
- gwiazda — не «гвіздок» (gwóźdź), а «зірка», «зоря», «звізда»
- hutnictwo — не «гутництво» (szklarstwo), а «металургія»
- jętka — не «ятка» (stragan), а «бантина»
- język — не тільки «язик», але й «мова»
- kazać — не «казати» (mówić), а «наказувати»
- kit — не «кіт» (kot), і не «кит» (wieloryb), а «замазка»
- kolejka — не тільки «колія», але й «черга»
- kolejny — не «колійний» (kolejowy), а «наступний», «послідовний»
- koleśnica — не «колісниця» (rydwan), а «колісний передок плуга, колішня»[ком. 8]
- kończyna — не «кончина» (śmierć), а «кінцівка»
- kraina — не «країна» (kraj), а «область»
- kraj — «країна», «край» у сенсі «земля», рідко «край» у сенсі «кінець» (skraj, kraniec, koniec, krawędź)
- krowa — не «кров» (krew), а «корова»
- krzesło — не «крісло» (fotel), а «стілець»
- król — не «кроль» (crawl), а «король», у деяких контекстах — «цар», рідко — «кріль» (зазвичай królik)
- kwas — не тільки «квас» (kwas chlebowy), але й «кислота»
- laska — не «ласка» (łaska), а «прут», «лозина», «ліска»
- leczyć — не «лічити» (liczyć, kalkulować, rachować), а «лікувати»
- liczba — не «лічба» (liczenie), а «число»
- los — не «лось» (łoś) і не «лес» (less), а «доля», «талан», «жереб»
- łyżwy — не «лижі» (narty), а «ковзани»
- marka — «товарна марка», «марка автомобіля», «якість продукту», як застаріле — «поштова марка» (зазвичай znaczek pocztowy)
- marzenie — не тільки «марення», але й «мрія»
- matka — «мати» (іменник), «бджолина матка», «настоятелька», «самиця», ніколи — «жіноча матка» (macica), або «маточка» (słupek)
- mecz — не «меч» (miecz), а «матч»
- mieć — не «меч» (miecz), а «мати» (дієслово)
- miłość — «кохання», «любощі», рідко «милість» (зазвичай miłosierdzie, łaska, litość)
- motłoch — не «мотлох» (rupiecie, chłam, graty), а «юрба»
- naczynie — не тільки «начиння», але й «посуд» взагалі, «посудини», «судини». Ніколи — в значенні «знаряддя, інструмент» (narzędzie)
- nietoperz — не конкретно «нетопир» (karlik), а «кажан» узагалі
- niewidomy — не «невідомий» (nieznany, niewiadomy), і не «невидимий» (niewidzialny), а «невидющий»
- obóz — не «обоз» (konwój), а «табір»
- oddział — не тільки «відділ» (зазвичай dział, wydział, przedział), але й «загін», «формування» (oddział wojskowy)
- ogniwo — не «огниво», «кресало», а «кільце ланцюга», «ланка»[ком. 9]
- ogon — не «вогонь»[ком. 10] (ogień), і не «огон», а «хвіст»
- ogród — не тільки «горо́д» (ogród warzywny), але й «сад»
- ołów — не «олово» (cyna), а «свинець»
- oś — не «ось» (oto, ot), а «вісь»
- owad — не «овід» (giez), а «комаха» взагалі
- owoc — не «овоч» (warzywa), а «плід», «фрукт»
- pamiętnik — не «пам'ятник» (pomnik), а «щоденник»
- państwo — не тільки «панство», але й «держава», ще й «родина» (państwo Kowalskich — «родина Ковальських»)
- papieros — не тільки «папіроса», але й «сигарета»
- parobek — не «парубок» (chłopak), а «батрак, наймит»
- patrzeć — не «патрати» (patroszyć), а «дивитися»
- pieniądz — не тільки «пенязь», але й «гроші»
- pierogi — не «пироги» (ciasta), а «вареники»
- piłka — не тільки «пилка», але й «м'яч»; piłkarz — не «пиляр» (piłarz), а «футболіст» (piłkarz nożny), «гандболіст» (piłkarz ręczny) або «волейболіст» (piłkarz siatkowy)
- pisarz — передусім «письменник», рідко «писар», «писець» (urzędnik)
- płazy — не «плазуни» (gady), а «земноводні»
- płeć — не «плече» (ramię), а «стать»
- plecy — не «плечі» (ramiona), а «спина»
- płyta — не тільки «плита», але й «пластинка, платівка» *płyta gramofonowa — «грамплатівка»
- podatny — не «податний» (podatkowy), а «піддатливий»
- pogrzeb — не «погріб» (piwnica, loch), а «поховання, похорон»
- pojazd — не «поїзд» (pociąg), а «транспортний засіб» взагалі
- półka — не «пілка», а «полиця»[ком. 11]
- potoczny — не «поточний» (bieżący), а «звичайний, щоденний, повсякденний»
- poturbować — не «потурбувати» (pofatygować, przeszkodzić), а «побити, відлупцювати»
- powieść — не тільки «повість», але й «роман»
- praska — не «праска» (żelazko), а «маленький прес»
- przypadek — не «припадок» (napad, atak, paroksyzm), а «відмінок», а також «випадок»[ком. 12]
- przyszły — не тільки «прийшлий», але й «майбутній»
- puszka — не «пушка» (armata), а «металева банка», «бляшанка», «коробка»[ком. 13]
- rosół — не «розсіл» (roztwór soli, marynata), а «бульйон»
- rydwan — не тільки «ридван», але й «колісниця»
- składka — не «складка» (fałd), а «внесок»
- sklep — не «склеп» у сенсі «гробниця» (krypta, grobowiec), і не «склеп» у сенсі «льох» (piwnica, suterena), а «магазин», «крамниця»
- słynny — не «слинний» (ślinowy), а «відомий», «знаменитий»
- spółkować — не «спілкуватися» (komunikować, obcować), а «мати статеві зносини, злягатися»
- sprawdzić — не «справдити» (realizować), а «перевірити, переконатися»
- stos — не тільки «стіс» (також plik), але й «багаття»
- strata — не «страта» (egzekucja, stracenie), а «збиток, втрата, витрата»
- stracić — не тільки «стратити» (зазвичай pokarać śmiercią), але й «втратити»
- strop — не тільки «строп», але й «стеля»
- strzelba — не «стрільба» (strzelanie), а «рушниця»
- stryczek — не «стрічка» (wstążka), а «зашморг»
- świt — не «світ» (świat), а «світанок»
- szary — не «шари» (warstwy, sloje), а «сірий»
- szczegół — не «щиголь» (szczygieł), а «деталь, подробиця»
- szczęka — не «щока» (policzek), а «щелепа»
- szczyt — «вершина гори», «пік» (godziny szczytu — «години пік»), «щипець», як застаріле — «щит» (зазвичай tarcza)
- sztuka — не тільки «штука», але й «мистецтво», а також «п'єса»
- szyna — не «колісна шина» (opona), і не «комп'ютерна шина» (magistrala), а «залізнична рейка», «медична шина», «шинопровід» (szyna prądowa)
- śruba — не «шуруп» (wkręt), а «болт», «гребний гвинт»
- tabor — «циганський табір», «технічний парк», «вагенбург», «військовий обоз», ніколи — «табір» (obóz)
- talerz — не «талер» (talar), а «тарілка»
- tańszy — не «тонший» (cieńszy), а «дешевший»
- trzon — не «трон» (tron), а «основа, корінь, ядро, основна частина»
- trzonek — не «маленький трон», а «держак, руків'я»
- udział — не тільки «уділ», але й «участь», «доля» (також los) *brać udział — «брати участь»
- urok — не «урок» (lekcja), а «чарівливість», «чари». uroczy — «чарівливий»
- wąż — не «вуж» (zaskroniec), а «змія»
- włoski — не «волоський» (wołoski), а «італійський». Відповідно Włoch — не «волох» (Wołoch), а «італієць»
- wniosek — не «внесок» (składka, wkład), а «висновок, умовивід»
- wróbel — не «рубель», а «горобець»
- wyspa — не «віспа» (ospa), а «острів»
- zasób — не «засіб» (środek), а «ресурс»
- zawód — не «завод» (fabryka), а «професія», «фах» *zawody — «змагання»
- zbrodnia — не «збрід» (motłoch), а «злочин»
- zbroja — не «зброя» (broń), а «обладунок»
- zbyt — не «збиток» (strata, szkoda, ubytek), а «збут», а також «надто»
- że — «що» (як сполучник), іноді «же» (iż, bo, ponieważ, więc)
- zły — не тільки «злий», але й «поганий» *zła ocena — «погана оцінка»
- znaczek — не тільки «значок», але й «поштова марка» (znaczek pocztowy)
- żołądek — не «жолудь» (żołądź), а «шлунок»
- związek — не тільки «зв'язок», але й «союз», «спілка» *Związek Radziecki — «Радянський Союз»
- zwierzę — «тварина» (як представник царства тварин); «тварина» (як істота, що не є людиною), рідко «звір'я»
- żyletka — не «жилетка» (kamizelka), а «лезо безпечної бритви»

### Болгарсько-українські
- булка — не «булка» (пшеничен хляб), а «наречена»
- година — не «година» (час), а «рік»
- гора — не «гора» (планина), а «ліс»
- град — не тільки «град» (зазвичай градушка), але й «місто», «город», «град»
- градина — не «градина» (градово зърно), а «город», «сад»
- диня — не «диня» (пъпеш), а «кавун»
- дума — «слово» чи «дума як поетичний твір». Ніколи — в сенсі «думка» (мисъл)
- извор — не «ізвір»[ком. 14] (дере), а «джерело»
- искам — не «шукаю», «ськаю»[ком. 15] (търся), а «хочу»[ком. 16]
- къщ — не «кущ» (храст), а «будинок»
- лайка — не «лайка» (псувня, ругатня, попържня), а «ромашка»
- майка — не «майка» (потник), а «мати»
- планина — не тільки «полонина», але й «гора», «гірська країна»
- подлога — не «підлога» (под), а «медичне судно»
- час — не «час» (време), а «година»
- ягода — не тільки «ягода» взагалі, а частіше «суниці»

### Сербсько-українські
- брдо/brdo — не тільки «бердо», але й «пагорб»
- бу̏ква/bȕkva — не «буква», «літера» (слово/slȍvo), а «бук»
- година/godina — не «година» (сат/sat), а «рік»
- до'мовина/dòmovina — не «домовина» (лије̑с/lijȇs; ле̑с/lȇs), а «батьківщина»
- кревет/krevet — не «креветка» (шкампи/škampi), а «ліжко»
- ле̑с/lȇs — не тільки «лес», але й «труна» (екавська вимова)
- лије̑с/lijȇs — «труна» (єкавська вимова), як діалектне — «ліс» (зазвичай шума/šuma)
- о̏лово/ȍlovo — не «олово» (ка'лај/kàlaj), а «свинець»
- право/pravo — «прямо», «правильно», а також «право» у значенні «юриспруденція», «претензія». Ніколи — у значенні «праворуч» (десно/dȅsno)
- разбоj/razboj — не «розбій» (разбојништво, пљачкање, харање), а «ткацький верстат», а також «паралельні бруси»
- реч/rȇč — не «річ» (ствар/stvȃr), а «слово»
- речник/rečnik — не «речник» (заштитник/zaštitnik, поборник/pobornik, представник/predstavnik), а «словник»
- се̏дница/sȅdnica — не «сідниця» (задњица/zadnjica), а «засідання», «сесія»
- синовац/sinovac — не «син» (син/sin), а «племінник, небіж»
- сло̏во/slȍvo — не «слово» (реч/rȇč), а «літера», «буква», а також «промова»

### Хорватсько-українські
- izvor — не «ізвір»[ком. 14] (vododerina), а «джерело»
- lipanj — не «липень» (srpanj), а «червень»
- listopad — не місяць «листопад» (studeni), а «жовтень»
- pogon — не «погон» (naramenica, epoleta), а «привод» чи «обладнання»
- srpanj — не «серпень» (kolovoz), а «липень»
- travanj — не «травень» (svibanj), а «квітень»

### Чесько-українські
- baňka — не зменш. до «баня» (báň), і не «банка» (sklenice), а «колба»
- batoh — не «батіг» у значенні «пуга» (bič), і не «батіг» у значенні «стебло рослини» (výhonek), а «рюкзак»
- bezcenný — не «безцінний» (moc drahý), а «малоцінний»
- blesk — не «блиск» (lesk), а «блискавка»
- buchta — не «бухта» (záliv), а «солодка сайка»
- bulka — не «булка» (houska), а «пухирець», «ґуля»
- bydlo — не «бидло» (nevzdělaný), а «буття»
- čárka — не «чарка» (sklenka, sklenička), а «кома» в значенні «розділовий знак»
- čerstvý — не «черствий» (zatuchlý, tvrdý, otrlý), а «свіжий» (наприклад, čerstvý chléb — «свіжий хліб»)
- červenec — не «червень» (červen), а «липень»
- čichat — не «чхати» (kýchat), а «нюхати»
- dělo — не «діло» (případ), а «гармата», «артилерійська система»
- děvka — не «дівка» (dívka), а «дівчина легкої поведінки», «повія»
- divák — не «дивак» (podivín), а «глядач»
- dílo — не «діло», а «творіння», «витвір» (наприклад, umělecké dílo — «твір мистецтва»)
- dobytek — не матем. «добуток» (součin), а «худоба»
- dóm — не «дім» (dům), а «кафедральний собор», «купол»
- druh — не «друг» (přítel), а «вид», «різновид» (наприклад, druzi práce — «види роботи»)
- hodně — не присл. «гідно» (důstojně), а «багато»
- holka — не «голка» (jehla) і не «холка» (kohoutek), а «дівчина» (також děvče, dívka)
- horký — не «гіркий» (hořký, trpký), а «спекотний»
- housle — не «гуслі» (gusli), а «скрипка»
- hroši — не «гроші» (peníze), а «бегемоти»
- chodba — не «ходьба» (chůze), а «коридор»
- chudoba — не «худоба» (dobytek, skot), а «бідність»
- chutný — не «хуткий» (brzký, rychlý), а «смачний», «ласий»
- chytrý — не тільки «хитрий» (частіше — prohnaný), але й «розумний», «кмітливий» (наприклад, chytré dítě — «розумна дитина»)
- jeviště — не «явище» (jev, zjev), а «арена»
- jistota — не «істота» (podstata), а «певність», «влучність»
- kalhoty — не «колготи» (punčocháče, punčochové kalhoty), а «штани»
- kolej — не тільки «колія», але й «студентський гуртожиток»[35] (також studentská ubytovna)
- krůta — не прикм. ж. «крута» (příkrá), а «індичка»
- kůra — не «курка» (slepice), а «кора»
- květen — не «квітень» (duben), а «травень»
- lávka — не «лавка» (lavice), а «пішохідний міст»
- mírný — не «мирний» (mírový) і не «мірний» (dimenzionální, trojrozměrný, rozměrný, rozměrový), а «помірний», «поміркований», «пологий»
- místo — не «місто» (město), а «місце»
- nákyp — не «накип» (pěna, povlak), а «запіканка»
- nevěstka — не «невістка» (snacha, švagrová), а «повія» (також prostitutka, kurva)
- objednávat — не «об'єднувати» (přidružovat), а «замовляти», «виписувати»
- objednávat se — не «об'єднуватися» (přidružovat se, sjednocovat se), а «записуватися на прийом»
- oblek — не «облік» (počítání), а «костюм», рідше «одяг»
- olovo — не «олово» (cín), а «свинець»
- omlouvat — не «обмовляти» (nařknout, křivě obvinit), а «вибачити» (наприклад, omlouvám se za zpoždění — «вибачте за запізнення»)
- oprava — не «оправа» (obruba, obroučka), а «ремонт», «лагодження»
- osud — не «осуд» (odsouzení), а «доля»
- otázka — не «обтяжка» (potah), а «питання» (наприклад, složité otázky — «складні питання»)
- ovoce — не «овочі» (zelenina), а «плоди», «фрукти» (наприклад, čerstvé ovoce — «свіжі фрукти»)
- pach — не «пах» (tříslon, slabina), а «запах тіла»
- pádlo — не «падло» (mršina), а «весло» (також veslo)
- pitomý — не «питомий» (prvotní; у фізичних термінах — měrný), а «дурний», «кепський»
- plochý — не «плохий», «немічний» (churavý), а «плоский»
- počítač — не «читач» (čtenář), а «комп'ютер»
- pohanka — не «поганка» (muchomůrka zelená, muchomůrka hlíznatá), а «гречка», також «язичниця»
- pohřeb — не «погріб» (sklep), а «похорон»
- pokuta — не «покута», «каяття» (pokání), а «штраф»
- polohy — не «пологи» (porod), а мн. до «положення», «позиція»
- popravit — не «поправити» (opravit), а «стратити»
- porada — не «порада» (rada), а «нарада»
- promiň — не «промінь» (paprsek), а наказ. «пробач», «вибач»
- prší — не «перший» або «перші» (první), а стан. «дощить»
- přeslice — не «прясельце» (přeslen), а «ручна прядка»
- přesný — не «прісний» (nekvašený), а «точний»
- příkrý — не «прикрий» (nepříjemný), а «крутий», «стрімкий»
- příprava — не «приправа» (pochutina), а «підготування» (наприклад, příprava ke zkouškám — «підготовка до іспитів»)
- rozčílený — не «розчулений» (dojatý), а «розлючений»
- rychlý — не «рихлий», «пухкий» (otylý), а «швидкий»
- rýma — не «рима» (rým), а «нежить»
- sklep — не «склеп» (hrobka), а «льох»
- skoro — не «скоро», «швидко» (brzo, rychle), а «майже», «сливе»
- starost — не «старість» (staroba), а «турбота», «піклування»
- stroj — не «стрій» у сенсі «одяг» (kostým, kroj, úbor) і не «стрій» у сенсі «шикування, лава» (útvar), а «машина», «верстат»
- střecha — не «стріха» (došek), а «дах» взагалі
- sud — не «суд» (soud), а «бочка»
- sukně — не «сукня» (šaty), а «спідниця»
- svědomí — не «свідомість» (vědomí), а «сумління»
- štít — не тільки «щит», але й «вершина» (horský štít)
- šukat — не «шукати» (hledat), а «метатися», вульг. «кохатися»
- teplota — не «теплота» (teplo), а «температура», «жар»
- trup — не «труп» (mrtvola), а «тулуб», «корпус»
- úkol — не «укол» (injekce), а «завдання»
- úroda — не «врода» (krása), а «врожай»
- vtom — не спол. «втім» (ostatně), а присл. «раптом», «враз»
- zastávka — не «за́ставка» в значенні «щит, який затримує воду», а «зупинка»
- zápach — не «запах» (vůně), а «сморід»
- zápas — не «запас» (zásoba, záloha), а «змагання», «матч»
- zástava — не «застава» (záloha), а «стяг», «знамено»
- zelí — не «зілля» (lektvar, bylinky), а «капуста»
- život — не «живіт» (břicho), а «життя»[36]

### Словацько-українські
- baňa — не «баня» як архітектурний термін (kupola) і не «баня» в значенні «лазня» (kúpeľňa, sauna), а «рудник, копальня»
- bieda — не «біда» (nešťastie), а «бідність, злиденність»
- bránka — не «бранка» (zajatkyňa, otrokyňa), а «хвіртка»
- brechať — не «брехати», а «лаяти, сварити»
- brva — не «брова» (obočie), а «вія» (застаріле чи книжне, зазвичай riasnica, riasa)
- dozor — не «дозор» (patrola), а «нагляд»
- držať — не «дрижати» (triasť sa), а «тримати»
- dúha — не «дуга» (oblúk), а «веселка»
- gúľať — не «гуляти» (prechádzať sa, zabávať sa, veseliť sa), а «качати, перекочувати»
- hľadať — не «глядіти» (pozerať), а «шукати»
- hodovať — не «годувати» (kŕmiť), а «святкувати, бенкетувати»
- klas — не «клас» (trieda), а «ко́лос»
- moriak — не «моряк» (námorník), а «індик»
- niva — не «нива» (pole), а «заплава»
- páchnuť — не «пахнути» (voňať), а «смердіти»
- piroh — не «пиріг» (koláč), а «вареник»
- počítať — не «почитати», а «лічити, рахувати»
- raž — не «раж» (nadšenie, zúrivosť), а «жито»
- spis — не «спис» (kopija), а «документ»
- záchod — не «захід» як сторона світу (západ), і не «захід» як подія (podujatie, udalosť), як дія (opatrenie), а «вбиральня, туалет»
- zápas — не «запас» (zásoba), а «боротьба»
- zástava — не «застава» (záruka, kaucia), а «прапор»
- zvonár — не «дзвонар» (vyzváňač), а «ливарник дзвонів»
- žaloba — не «жалоба», а «позов»
- žiletka — не «жилетка» (vesta), а «лезо для безпечної бритви»

### Білорусько-українські
- абдыма́ць — не «обдимати» в значенні «обдувати» (абвява́ць, абдзіма́ць), і не «обдиматися» в значенні «ставати опуклим», «розбухати» (пу́чыцца), а «обнімати» (наприклад, абдымі́ мяне́ — «обійми мене»);
  - так само абды́мкі — «обійми»;
- ама́ль — не «обмаль» (зама́ла, недастаткова), а «майже»;
- ану́чка — не тільки «онуча» в значенні «шматок тканини, яким обмотують ноги перед взуванням», але й взагалі «ганчірка»;
  - ніколи — у сенсі «онука» (уну́чка);
- асве́та — не «освіта» (адука́цыя), а «просвіта» (наприклад, эпоха Асве́тніцтва — «доба Просвітництва»);
- бага́цце — не «багаття» (вогнішча), а «багатство, достаток»;
- ба́чны — не «обачний» (аба́члівы), а «видимий»;
- бэ́сціць — не «пестити» (пе́сціць, ла́шчыць), а «ганити», «мурзати»;
- вада́ — не «вада» (зага́на), а «вода»;
- ва́дкі — не «вадкий, вадливий» (зава́дны, моташны), а «рідкий»;
  - так само ва́дкасць — «рідина»;
- ве́ды — не тільки «Веди» як «священні тексти індуїзму», але й «знання» (наприклад, абмежава́ныя ве́ды — «обмежені знання»);
- ве́ка — не тільки «віко» в значенні «кришка скрині», але й «кришка» взагалі, «покришка»;
- ве́сні — не «навесні» (вясною, уве́сну), а «весняний»;
- від — не прийм. «від» (ад), а «вид», «краєвид»;
- відавочны — не «видовищний» (відовішчны), а «очевидний»;
- вопыт — не «опит» (апыта́нне), а «досвід»;
- ву́сны — не тільки прикм. «усний», але й «уста, губи» (наприклад, пацалава́ць у ву́сны — «поцілувати в губи»);
- вы́лучыць — не «вилучити» (вы́ключыць), а «виділити»;
- выста́ва — не «вистава» (п'е́са), а «виставка, експозиція»;
- га́за — не «газ» (газ), а «гас, керосин»;
- галасава́ць — не «галасувати» (гамані́ць, крыча́ць), а «голосувати»;
- гарба́та — не прикм. «горбата» (гарба́тая), а «чай» (наприклад, ку́бачак гарба́ты» — «чашечка чаю»);
- гарка́вы — не «гаркавий» (карта́вы), а «гіркуватий»;
- груз — розм. «груз» у значенні «вантаж»;
  - ніколи — заст. «груз» у сенсі «бита цегла», «щебінь» (друз);
- гуз — не «гузно» (зад), і не «гузка» (гу́зка), а «ґуля»;
- гук — не «гук, гамір» (шум, гоман), а «звук» (наприклад, музы́чныя гу́кі — «музичні звуки»);
- гульня́ — не «гульня» (гуля́нка), а «гра»;
- гуля́ць — не «гуляти» (шпацырава́ць, прагу́львацца), а «грати, забавлятися»;
- джа́ла — не «бджола» (пчала́), а «жало»;
- дзе́ля — не «для» (для), а «заради, ради»;
- дзіві́цца — не «дивитися» (глядзе́ць), а «дивуватися»;
- дыва́н — не «диван» (кана́па), а «килим»;
- дык — не «дик, дикий кабан» (дзік), а «то», «так», «адже»;
- жарало — не «джерело» (крыні́ца), а «жерло»;
- заса́да — «засада» в значенні «засідка»;
  - ніколи — у сенсі «основа», «принцип» (аснова, падму́рак);
- зварот — не тільки «зворот», але й «звернення»;
  - ніколи — «зворот» у сенсі «зміна напрямку руху», «місце, у якому дорога повертає в інший бік» (паварот, заварот), і «бік, протилежний лицьовому» (адварот);
- ззяць — не «зяяти» (зе́ўраць), а «сяяти»;
  - так само ззя́нне — «сяєво»;
- золак — не «зола» (попел), а «досвіток», «світанок»;
- зрок — не «строк» (тэ́рмін), а «зір»;
- зы́чны — не тільки «зичний», але й «приголосний» (наприклад, зы́чныя гу́кі — «приголосні звуки»);
- кватэ́рка — не «кватирка» (фортка), а зменш. до «квартира»;
- кіт — не «кіт» (кот), а «кит»;
- кі́шка — не «кішка» (котка), а «кишка»;
- колы — не мн. до «кіл» в значенні «груба палиця, загострена з одного кінця; знаряддя для смертної кари» (кол — калы́), і не присл. «коли» (калі́), а «кола», «колеса»;
- кра́ска — не «краска» в значенні «речовина для забарвлювання предметів» (фа́рба), а «польова квітка», «квітка»;
- крыжы́ — «крижі» в значенні «хрести»;
  - ніколи — у сенсі «нижня частина спини» (паясні́ца);
- крыжа́нка — не «крижинка» (ільдзі́нка), а птах «крижень»;
- ку́бак — не тільки «кубок», але й «чашка»;
- ле́цішча — не «летовище» (аэрапорт, лётнішча), а «дача»;
- лёс — не «ліс» (лес), а «доля»;
- лік — не «ліки» (ле́кі), і не заст. «лик» (аблі́чча), а «число»;
- лі́чба — не «лічба» (лічэ́нне), а «цифра»;
- лу́па — «лупа» в значенні «збільшувальне скло»;
  - ніколи — у сенсі «хворобливий стан шкіри голови» (пе́рхаць);
- лы́жкі — не «лижі» (лы́жы, і́рты), а «ложки»;
- лю́стра — не тільки «люстра», але й «дзеркало»;
  - так само адлюстрава́нне — «віддзеркалення»;
- любы́ — не «любий, коханий» (любі́мы, каха́ны), а «будь-який»;
- мае — не тільки «має» в значенні «володіє чимось», «повинен» (ма́е), але й «мої» (мае́);
  - ніколи — у сенсі «моє» (маё);
- мала́нка — не «свято Маланка» (Мала́ння, Шчодры ве́чар), а «блискавка»;
- ме́рці — не мн. до «мрець» (мярцвя́к — мерцвякі́), а «мерти, вмирати»;
- мы́ска — не «миска» (мі́ска), а «рило», «морда»;
- навальні́ца — не жін. р. до «навальник» (нава́льшчык — нава́льшчыца), а «гроза»;
- не́тры — не тільки «нетрі» в значенні «хащі» та «брудні й тісні житла», але й «надра»;
- не́хта — не «ніхто» (ніхто), а «хтось»;
- не́шта — не «ніщо» (нішто), а «щось»;
- палі́ца — не «палиця» (па́лка), а «полиця»;
- паточны — не «поточний» (бягу́чы), а «потоковий»;
- плот — не «пліт» у значенні «огорожа» (пляце́нь), і не «плавзасіб плоскої конструкції» (плыт), а «паркан»;
- побач — не наказ. «побач» (уба́ч), а «поруч, поряд»;
- пол — не «піл» (пала́ці), а «стать»;
- прапанава́ць — не «пропонувати» (прапаноўваць), а «запропонувати»;
- праця́г — не «протяг» (скразня́к), а «продовження»;
- пры́казка — не «приказка» (пры́маўка), а «прислів'я»;
- пры́маўка — не «примовка» (прыгаворка), а «приказка»;
- прыслоўе — не «прислів'я» (пры́казка), а «прислівник»;
- прышчэ́пка — не тільки «прищіпка» в значенні «затискач, за допомогою якого білизна кріпиться до мотузки», але й «щеплення»;
- радзе́ць — не «радіти» (ра́давацца, це́шыцца), а «рідшати»;
- ракавы́ — не «роковий, щорічний» (штогадо́вы), а «фатальний»;
- рыба́лка — розм. «рибалка» в значенні «риболовля»;
  - ніколи — у сенсі «людина, що ловить рибу» (рыба́к);
- свае́ — не «своє» (сваё), а «свої»;
- свяці́ць — не тільки «святити» (частіше — асвяча́ць), але й «світити»;
- сказ — не «сказ» (шале́нства), а «речення»;
- ска́лка — не «скалка, осколок» (аске́пак, асколак), а «кремінець»;
- ску́ра — не «шкура» (шку́ра), а «шкіра»;
- сліма́к — не «слимак» (смоўж), а «равлик»;
- слой — не «слой, слоїк» (слоік), а «шар»;
- смоўж — не рослина «смовдь» (дзі́кая пятру́шка), і не пташка «смовзик» (попаўзень), а «слимак»;
- смуга́ — не «смуга» (паласа́), а «серпанок, марево»;
- соты — не тільки числ. «сотий», але й «бджолині стільники»;
- спіс — «список», заст. «спис»;
  - ніколи — у сенсі «холодна зброя» (кап'ё, дзі́да);
- спор — «спір» у значенні «спритність, успішність»;
  - ніколи — у сенсі «словесне змагання» (спрэ́чка);
- спрабава́ць — не док. «спробувати» (паспрабава́ць), а недок. «пробувати»;
- ста́лы — не тільки «сталий», але й «дорослий, зрілий»;
- стасава́цца — не «стосуватися» (даты́чыцца), а «бути відповідним чомусь»;
- страха́ — не «страх» (страх), а «стріха», «неплоский дах»;
- стрэ́льба — не «стрільба» (стральба́), а «рушниця»;
- стрэ́мка — не присл. «стрімко» (імклі́ва), а «скабка»;
- сту́жка — не «стужа» (сцю́жа), а «стрічка»;
- сход — «схід» у значенні «сходка» і «збори» (наприклад, бацькоўскі сход — «батьківські збори»);
  - ніколи — у сенсі «схід сонця», «сторона світу» (усход);
- сце́ны — не «сцени» (сцэ́ны), а «стіни»;
- сыр — «сир» у значенні «твердий сир»;
  - ніколи — у сенсі «домашній сир» (тварог);
  - але сы́рнікі — «сирники»;
- танне́ць — не «танути» (растава́ць), а «дешевшати»;
- твае́ — не «твоє» (тваё), а «твої»;
- трусы́ — не тільки «труси», але й «зайці»;
- узніка́ць — не «зникати» (зніка́ць), а «виникати»;
- узо́р — не тільки «узор», але й «зразок»;
- ці — не «ці» (гэ́тыя), а «чи», «або» (наприклад, тое ці тое — «те чи те»);
- цмок — не тільки «уривчастий звук від хлюпання», але й «дракон»;
  - ніколи — заст. «смок, цмок» у значенні «насос» (насос, помпа);
- цябе́ — не «цабе» в значенні «праворуч» (напра́ва), і не «цабе» як ірон. «впливова особа» (шы́шка), а займ. «тебе» (наприклад, я цябе́ каха́ю — «я тебе кохаю»);
- чалаве́к — не «чоловік» (мужчы́на), і не «чоловік жінки» (муж), а «людина»;
- чысло — «число» в значенні «день місяця, дата»;
  - ніколи — у сенсі «основне поняття математики» (лік) та «кількість» (колькасць);
- шар — не «шар» (слой, пласт), а «куля»;
- шмат — не «шмат» (кава́лак), а «багато»;
  - так само шматлі́кі — «численний»;
- шчэ́лепы — не «щелепи» (скі́віцы), а «зябра».

### Німецько-українські
- Angel — не «ангел» (Engel), а «вудка», «петля, завіса» чи «ручка, держак»
- Flagge — не «фляга» (Feldflasche, Kanne), а «прапор»
- Messe — не тільки «меса», але й «ярмарок»
- Schlange — не «шланг» (Schlauch), а «змія»
- Sense — не «сенс» (Sinn, Bedeutung), а «коса»
- Spiel — не «шпиль як архітектурний елемент» (Helm) і не «шпиль» у значенні «кабестан» (Spill), а «гра»
- Traum — не «травма» (Trauma, Verletzung), а «мрія»
- zwicken — не «цвікати, дорікати» (vorwerfen), а «щипати», «вкорочувати»

### Церковнослов'янсько-українські
- блазнити — не «блазнювати», а «спокушати»
- близна — не «білизна», а «шрам, рубець»
- братисѧ — не «братися» (имати сѧ, яти сѧ), а «боротися»
- варити — не тільки «варити», але й «передувати»
- верзити — не «верзти», а «кидати, метати»
- вина — не «вина» (виньство, грѣхъ), а «причина»
- година — не «година», а «невизначений проміжок часу, пора»
- гомола — не «гомілка» (лысто), а «грудка, шмат»
- животъ — не «живіт» (чрево), а «життя»
- забавлѧти — не «забавляти», а «забаряти, загаювати»
- злоба — не «злоба», а «турбота, клопіт, проблема»
- избытокъ — не «збиток», а «надлишок, достаток»
- извѣстно — не «звісно», а «точно»
- купина́ — не «купина», а «кущ»
- куща — не «кущ» (купина), а «намет, курінь»
- лишатисѧ — не «лишатися», а «жити нужденно», «злиднювати»
- лѣчба — не «лічба» (численїє), а «лікування»
- лѧрва — не «лярва», а «маска»
- мандра — не «мандри» (путованїє, странство), а «огорожа»
- ножница — не «ножиці», а «піхви»
- оскордъ — не «оскард», а «сокира»
- пиво — не «пиво» (олъ), а «напій, питво» взагалі
- пирга — не «пиріг», а «вежа»
- питомый — не «питомий», а «вгодований»
- прати — не тільки «прати» (мыти ризы), але й «туптати, давити»
- простынѧ — не «простиня», а «співстраждання, співчуття»
- село — не «село» (весь), а «поле»
- скалъка — не «скалка», а «мушля»
- смерчїє — не «смерч», а «кедр, смерека»
- столпъ — не тільки «стовп», але й «вежа, фортеця»
- страхованїє — не «страхування», а «страх»
- урокъ — не «урок», а «податок, чинш»
- чванъ — не «чвань», а «вид посуду» (пор. «дзбан»)
- чванецъ — не «чванько», а зменшувальна форма від чванъ